# Rivkin, cacciatore di taglie
Rivkin, cacciatore di taglie (Rivkin: Bounty Hunter) è un film per la televisione statunitense del 1981 diretto da Harry Harris.
È un film d'azione a sfondo drammatico con protagonisti Ron Leibman, che interpreta Rivkin, un cacciatore di taglie newyorchese, Glenn Scarpelli nel ruolo del figlio dodicenne di questi, Keith, e Harry Morgan.

## Produzione
Il film, diretto da Harry Harris su una sceneggiatura di Peter Lefcourt, fu prodotto da Frank Ballou e Arthur E. McLaird per 10-4 Productions e Chiarascurio Productions.

## Distribuzione
Il film fu trasmesso negli Stati Uniti il 20 maggio 1981 sulla rete televisiva CBS. È stato distribuito anche in Italia con il titolo Rivkin, cacciatore di taglie.